# Rivarossa
Rivarossa – miejscowość i gmina we Włoszech, w regionie Piemont, w prowincji Turyn.
Według danych na rok 2004 gminę zamieszkiwało 1427 osób, 129,7 os./km².